# Heinrich von Loesch (Jurist)
Heinrich von Loesch (geb. am 16. Februar 1873 in Schloss Ober-Stephansdorf, Schlesien; gest. am 8. Januar 1947 in Eisbergen an der Porta Westfalica) war ein deutscher Historiker, Jurist und Rittergutsbesitzer.

## Leben
Heinrich von Loesch, der aus einer geistig und literarisch aufgeschlossenen Familie stammte, wuchs nach dem Tod des Vaters, Konrad Heinrich von Loesch (1829–1886), in Berlin auf, wo er nach einem Studium in Lausanne und München 1895 sein Jurastudium abschloss. Nach der Militärzeit studierte er zusätzlich in Leipzig Geschichte, wo er sich, wohl auf Anregung Karl Lamprechts, der kölnischen Wirtschafts- und Sozialgeschichte widmete. 1903 promovierte er in Marburg bei Heinrich Otto Lehmann über die Kölner Kaufmannsgilde im 12. Jahrhundert.
Die 1881 gegründete Gesellschaft für Rheinische Geschichtskunde übertrug ihm daraufhin die Herausgabe der Kölner Zunfturkunden – "ein Vertrauensbeweis für den jungen Dr. iur., der, schon seit 1901 verheiratet, bereits vor längerer Zeit die Bewirtschaftung des ererbten Familienbesitzes, der drei Güter von Stephansdorf, Falkenhain (heute: Jastrzębce) und Seedorf (heute: Zakrzów, Środa Śląska) im Kreise Neumarkt, übernommen hatte. Er war gewissenhafter Gutsherr, der sich vor allem die Pflege des Waldes mit Liebe und schönem Erfolg angelegen sein ließ. Die Zeit aber, die ihm seine täglichen Pflichten, seine mit sieben Kindern gesegnete Häuslichkeit, der Dienst als Rittmeister d. Res. im ganzen Ersten Weltkrieg und manches tatkräftig wahrgenommene öffentliche Amt übrigließen, widmete er nach wie vor der Wissenschaft."
Durch seine Forschungen zur schlesischen Geschichte, die neben der westdeutschen Wirtschafts- und Sozialgeschichte sein zweites Forschungsgebiet darstellte, und seine Rezensionen kam er in Kontakt mit polnischen Historikern wie Zygmunt Wojciechowski, K. Tymieniecki (Jbb. f. Geschichte Osteuropas 3), K. Maleczynski (ZVGS 67) und M. Sczaniecki (JGO 3). Trotz der Ereignisse des Zweiten Weltkrieges, des Todes beider Söhne, der Ehefrau und der Schwiegertochter, der Fluchtereignisse und des Verlustes sämtlicher Besitzungen im Osten war von Loesch dennoch froh, dass seine vorbereitenden Studien zur schlesischen Geschichte, zusammen mit anderem in Schloß Stephansdorf ausgelagerten Materialien der Historischen Kommission, nicht vernichtet wurden, sondern 1946 in die Hand polnischer Wissenschaftler kamen. Dies war ihm bis zuletzt „ein Trost in vielem Leid“ (Thieme).
Er wurde an der Seite seiner Frau beigesetzt an seinem Wohnort in Himmighausen am Eggegebirge.

## Schriften
- Die Kölner Kaufmannsgilde im zwölften Jahrhundert. Trier: Lintz 1904. (Westdeutsche Zeitschrift für Geschichte und Kunst. Erg.Heft 12). Zugl. Univ.Diss. Marburg 1903.
- Die Kölner Zunfturkunden nebst anderen Kölner Gewerbeurkunden bis zum Jahre 1500. 2 Bde. Erster Band: Allgemeiner Teil. Zweiter Band: Spezieller Teil. Nachdruck der Ausgabe Bonn 1907. (Publ. d. Ges. f. Rhein. Gesch. XXII). Düsseldorf : Droste 1984.
- Hermann Aubin (Hgb.): Geschichte Schlesiens. Bd.1: Von der Urzeit bis zum Jahre 1526. (Historische Kommission für Schlesien). Breslau: Priebatsch 1938.
- Beiträge zur schlesischen Rechts- und Verfassungsgeschichte. Konstanz. Stuttgart: Thorbecke 1964.
- Beiträge und Rezensionen in der Zeitschrift für Rechtsgeschichte (ZRG), u. a. in Nr. 44, 48, 52, 53, 57, 58, sowie der  "Zeitschrift des Vereins für Geschichte Schlesiens" (ZVGS), u. a. Nr. 59, 61, 63, 65, 72, 73, der Vierteljahrschrift für Sozial- und Wirtschaftsgeschichte (VSWG), Jahrbücher für Geschichte Osteuropas (JGO), Nr. 1, 3 u. a. m.